# Троицкий собор (Клин)
Троицкий собор (собор Троицы Живоначальной, Свято-Троицкий собор) — храм Сергиево-Посадской епархии Русской православной церкви, расположенный в городе Клин Московской области. Построен в 1836 году. В советское время был закрыт, в 2008 году возвращён РПЦ, сейчас находится на реставрации.

## История
К началу XIX века в Клину было 2 храма, древнейший — Успенский, построенный в XVI веке в виде одноглавого четырёхстолпного; он находится в 400 метрах к северо-востоку от собора. В начале XVIII века с северо-западной стороны от будущего Троицкого собора был возведён Воскресенский храм, в стиле восьмерик на четверике. Через полвека к Воскресенскому храму пристроили церковно-приходскую школу, а рядом возвели колокольню с 12 колоколами (главный — 5,5 тонн). Эти постройки вместе с Троицким собором позже сформировали единый архитектурный комплекс.
Строительство Троицкого собора началось за счёт горожан и с благословения митрополита Платона в 1802 году. Собор в стиле классицизма имел 5 куполов, размеры 24 сажени на 9, а также 81 окно. Одноярусный иконостас спроектировал архитектор Бове. К собору примыкала трапезная, где устроили Казанский и Николаевский приделы. 24 мая 1836 года построенный собор освятил митрополит Филарет. Первоначально Троицкий собор был холодным, а трапезные приделы — тёплыми; печь для собора была сложена в 1891 году. К Троицкому собору были приписаны: соседний Воскресенский храм, тюремная церковь Церковь Тихона Задонского (Тихая улица, 5), Иверская часовня (100 метров южнее собора, не сохранилась), Богородицкая часовня (у железнодорожной станции, не сохранилась), Феодоровская часовня при мещанской богадельне (улица Папивина, 6), часовня в деревне Лаврово (не сохранилась).
В мае 1923 года Троицкий собор перешёл в ведение обновленцев. В августе того же года в Клин прибыл представитель патриарха Тихона архимандрит Борис, который встретился с прихожанами Троицкого собора; храм вновь стал патриаршим, а архимандрит Борис совершил его повторное освящение. В 1924 году обновленцы вновь выдвинули претензии на Троицкий собор, обратившись за поддержкой в административный отдел Моссовета, который занимался регистрацией религиозных общин. Решением властей Троицкий собор был закреплён за обновленческой общиной, которая заняла его силой.
В 1929 году собор был закрыт и переделан в столовую. Колокольню переоборудовали под водонапорную башню, церковно-приходская школа стала общежитием ПТУ. После войны собор перестроили в дом культуры. В 1992 году РПЦ вернули колокольню, через несколько лет — Воскресенский храм. 28 ноября 2008 году решением главы района Александра Постриганя Троицкий собор был передан Русской православной церкви. 2 декабря 2008 года над бывшей Соборной площадью прозвучал колокольный звон, зовущий к первой после почти векового молчания, Божественной Литургии.
В настоящее время производится реставрация всех зданий, иконостас восстанавливается под руководством архитектора Анисимова. Сроки окончания реставрации зависят от объёма пожертвований, приоритет отдаётся восстановлению внутреннего убранства. Перед собором установят памятник освятителю собора митрополиту Филарету.

## Галерея

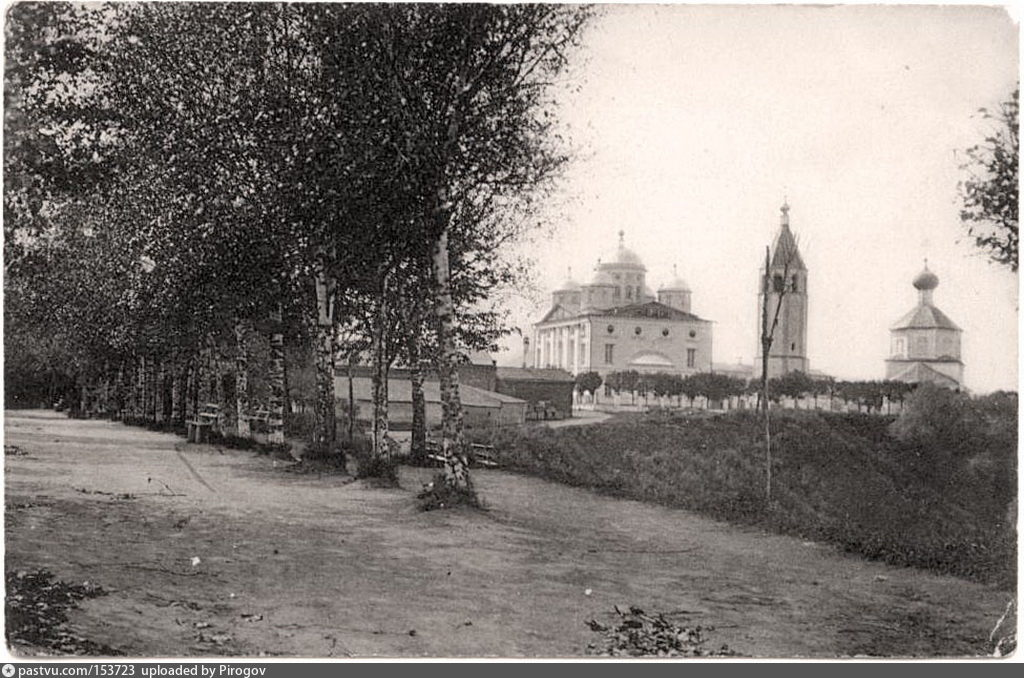
Вид на соборный комплекс с нынешней улицы Папивина в начале XX века
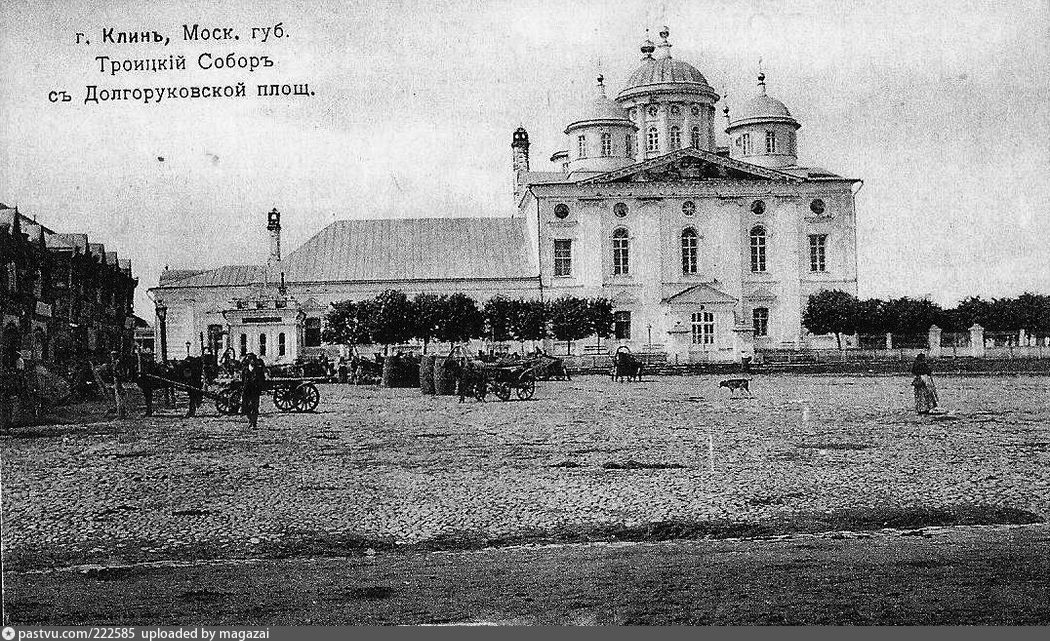
Дореволюционный вид на собор с Долгоруковской (Советской) площади
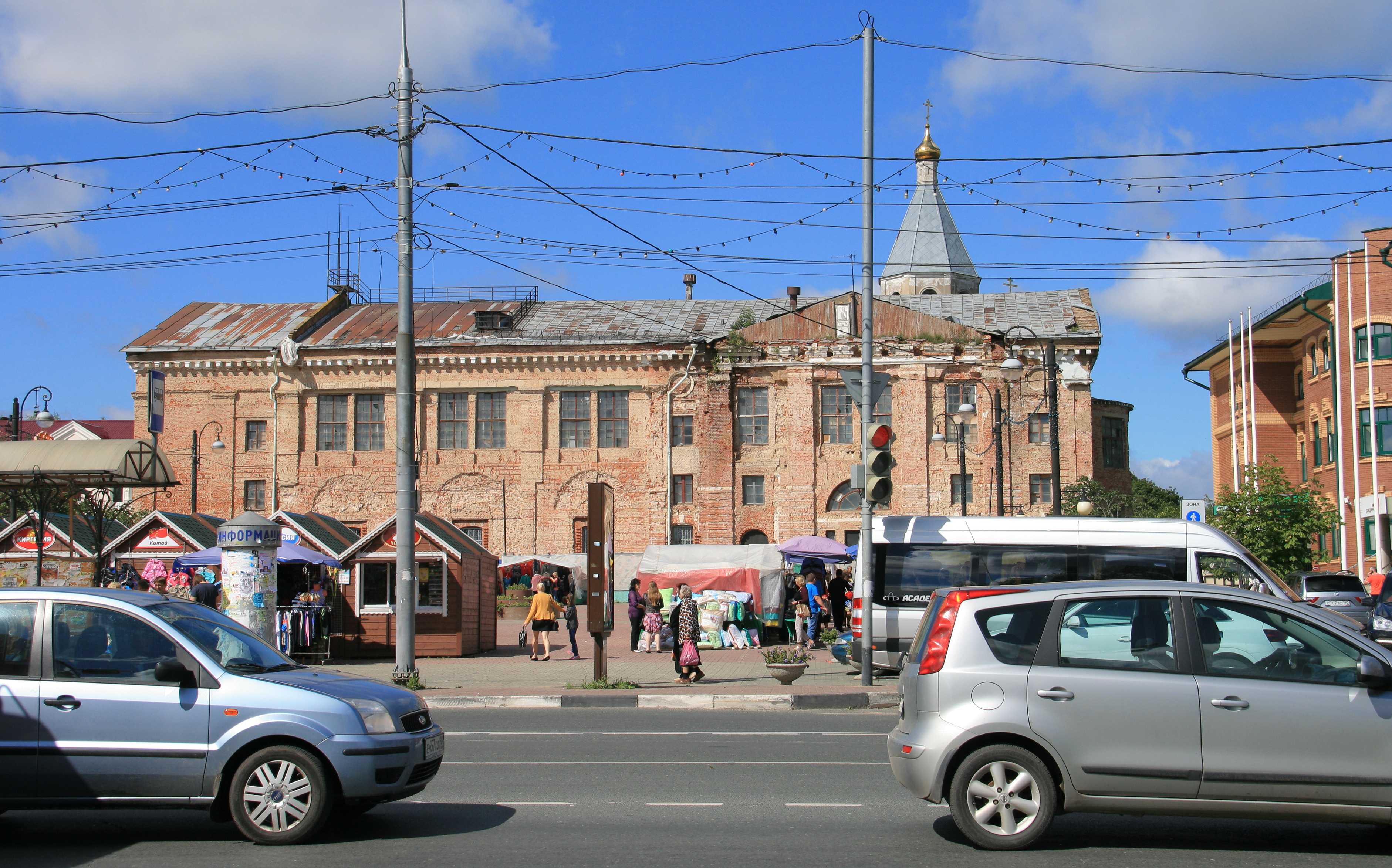
Вид на здание собора с Советской площади в 2016 году